# Вилхелм Шенк фон Ландсберг
Вилхелм Шенк фон Ландсберг (на немски: Wilhelm Schenk von Landsburg; † 3 май 1559) е шенк, господар на Ландсберг (в Саксония-Анхалт), господар на Лойтен и Вендиш-Вустерхаузен и Бухолц (в Бранденбург).

## Произход
Той е син на Албрехт фон Ландсберг († 1517), Шенк, господар на Лойтен и Вендиш-Вустерхаузен, и Катарина фон Шьонбург-Хойерсверда, дъщеря на Вилхелм II „Стари“ фон Шьонбург-Хойерсверда († 1531) и Бригита фон Шлайниц († 1556).

## Фамилия
Първи брак: с жена с неизвестно име и има една дъщеря:
- Анна Шенк фон Ландсберг (* ок. 1500; † 13 септември 1568), омъжена пр. 31 декември 1532 г. за Волф II фон Шьонбург-Глаухау (1532 – 1581)

Втори брак: през 1533 г. с Магдалена фон Ройс-Плауен († 11 ноември 1571), дъщеря на Хайнрих XIII Ройс цу Грайц († 1535) и Анна Доротея фон Колдиц († пр. 1523). Те имат децата: 
- Ханс Шенк фон Ландсберг († 3 май 1559), женен за Мелузина фон Клицинг († 1616)
- Албрехт Шенк фон Ландсберг († 1610), господар на Лойтен и Буххолц, женен 1577 г. за Ева фон Шьонбург († 1618)
- Елизабет Шенк фон Ландсберг (* ок. 1560; † 1 февруари 1595), омъжена на 21 април 1584 г. за Файт III фон Шьонбург-Лихтенщайн (1563 – 1622)
- Вилхелм Хайнрих Шенк фон Ландсберг († 31 май 1614), женен за Елизабет фон Шьонбург (1562 – 1621)
- Карл Шенк фон Ландсберг († 1598/11 януари 1600), женен за Анна фон Верберг
- Мария Шенк фон Ландсберг († сл. 1614)
- Маргарета Шенк фон Ландсберг (* 1546?; † 25 януари 1614), омъжена за Паул Мартин фон Полхайм († 1588)
- Ева Шенк фон Ландсберг, омъжена за Каспар цу Дона

## Галерия
- Дворец Кьонигс Вустерхаузен
- Дворец Грос Лойтен, ок. 1860